# Fairey Swordfish
Fairey Swordfish byl britský jednomotorový palubní torpédový letoun vyvinutý firmou Fairey Aviation Company užívaný ve druhé světové válce. Ač se jednalo o na první pohled archaický a zastaralý stroj, prokázalo toto letadlo mnohé služby, přičemž se proslavilo zejména poškozením bitevní lodi Bismarck, které skončilo jejím následným potopením. 
Jednalo se o pomalé letadlo, které bylo potažené plátnem a jehož rychlost se pohybovala mezi 130–245 km/h. Jeho nosnost byla překvapivě vysoká, dokázalo nést torpédo o hmotnosti 730 kg, nebo osm hlubinných náloží po 45 kg. Základní provedení mělo kolový podvozek záďového typu, ale existovala i plováková verze.

## Vývoj

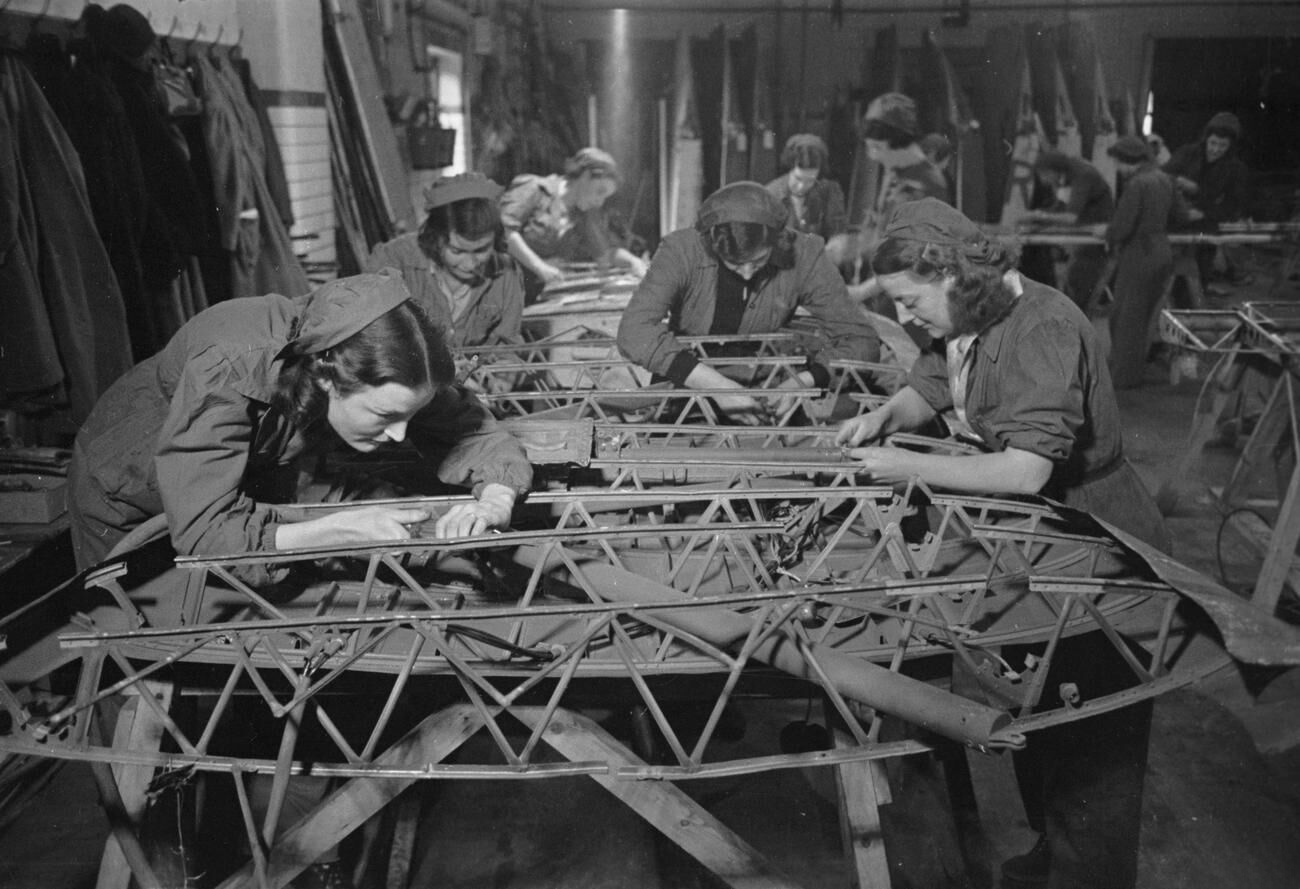
Oprava na křídle letounu Swordfish

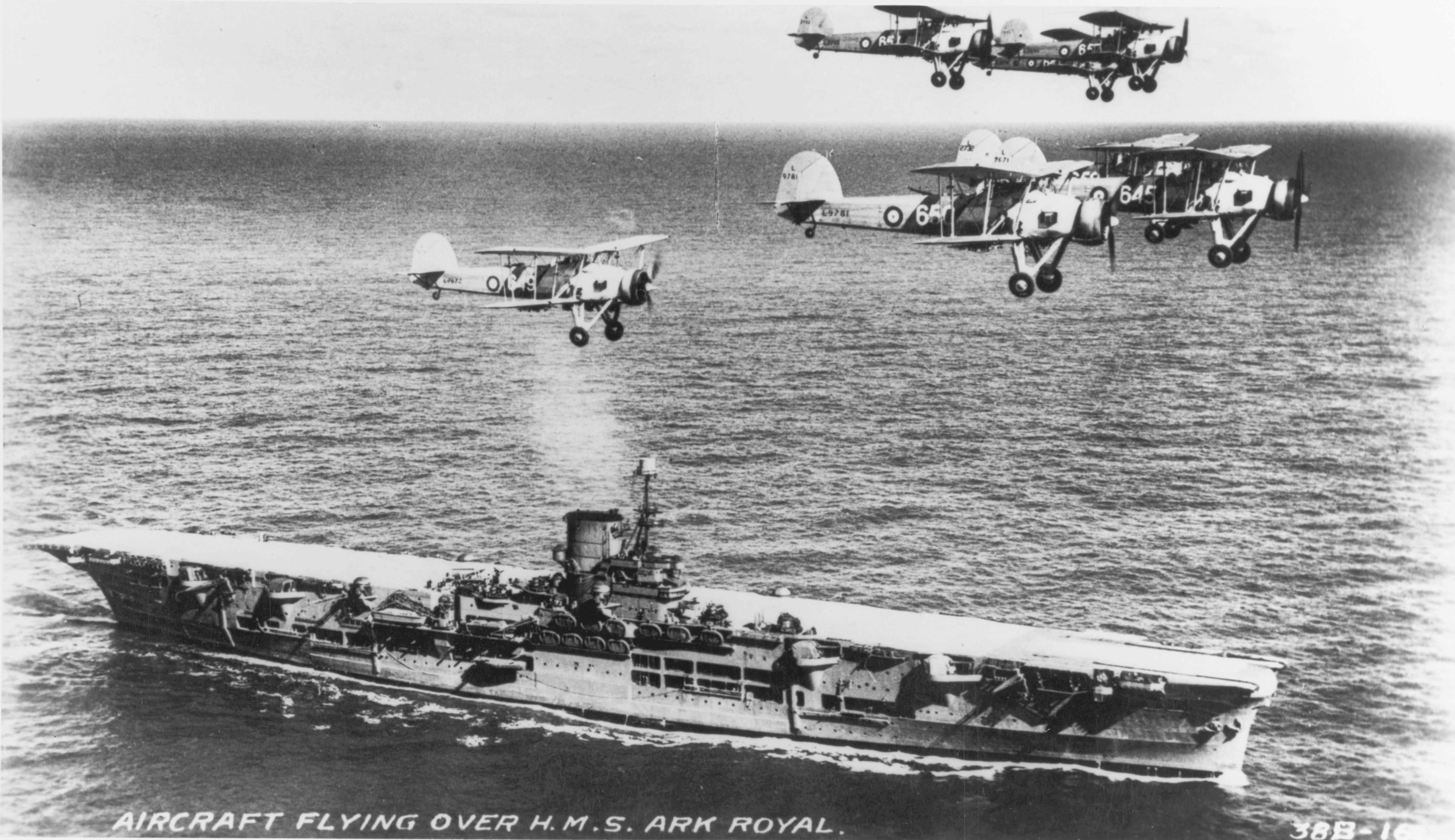
Bombardéry Swordfish přelétají nad letadlovou lodí HMS Ark Royal

Fairey Swordfish byl vyvinut z třímístného letounu TSR (Torpedo-Strike-Reconnaissance) s hvězdicovým motorem Bristol Pegasus II M o výkonu 467 kW. Prototyp TSR (výrobní číslo F1875), postavený bez předchozí objednávky na vlastní náklady společností Fairey, poprvé vzlétl 21. března 1933 pilotován nadporučíkem Chrisem S. Stanilandem. Na počátku léta byl do letounu vestavěn dvouhvězdicový čtrnáctiválec Armstrong Siddeley Panther VI o 460 kW, později byl však opět zaměněn za Pegasus II M, tentokráte v úzkém Townendově prstenci. S dvouplošníkem přeznačeným na TSR I vzlétl Staniland 10. června 1933. Letové zkoušky probíhaly uspokojivě do 11. září, kdy se stroj po nevybrání ploché vývrtky zřítil a pilot Staniland musel stroj opustit na padáku.
Fairey S.9/30, označený podle stejnojmenné objednávky britského ministerstva letectví z června 1930, zalétal opět pilot Staniland dne 22. února 1934. Stroj byl téměř identický s TSR I, byl však osazen kapalinovým dvanáctiválcem Rolls-Royce Kestrel II MS o výkonu 386 kW. Zpočátku létal s kolovým podvozkem, v zimě 1934/35 zaměněným za jeden podtrupový centrální plovák a dva vyrovnávací plováky pod křídly.
Po havárii TSR I zahájili konstruktéři pod vedením M. Lobella vývoj nové verze letounu označeného Fairey TSR II (číslo K4190). Postavený stroj dostal za pohonnou jednotku hvězdicový devítiválec Bristol Pegasus III M o výkonu až 507 kW s dvoulistou dřevěnou vrtulí Watts. Od původního stroje se odlišoval zejména prodlouženým trupem, změněnou geometrií horního křídla se šípovitostí 4 ° a širší a nižší svislou ocasní plochou. Poprvé vzlétl z továrního letiště 17. dubna 1934. Po dvouměsíčních zkouškách byl přelétnut do Výzkumného ústavu letadel a výzbroje v Martlesham Heath, později byl zkoušen v Královském leteckém ústavu ve Farnborough. Následné zkoušky vzletu a přistání na palubě letadlové lodi probíhaly na HMS Courageous, po jejichž absolvování se vrátil do továrny Fairey v Hamble. Zde byl vybaven dvěma plováky a v této podobě zalétán 10. listopadu 1934. Nakonec se ověřoval u zkušební torpédové jednotky v Gosportu, kde však v únoru 1935 havaroval. Po opravě od ledna 1936 opět létal a stal se testovacím letounem Ředitelství technického vývoje britského ministerstva letectví. V únoru 1937 dostal dvojí řízení a odnímatelný kryt předního pilotního prostoru pro lety bez vidu. Později byl s novými plováky a změněnými kormidly odeslán opět do Gosportu ke zkouškám s torpédy.
Na základě všech úspěšných zkoušek ministerstvo letectví typ přijalo a dalo mu jméno Swordfish (Mečoun). V dubnu roku 1935 byly objednány tři předsériové stroje. První z nich (sériové číslo K5660, výrobní číslo F2142) vzlétl 31. prosince 1935, druhý (K5661, F2143) byl 19. února 1936 dodán do Gosportu a třetí předsériový Swordfish (K5662, F2144) s plováky byl odeslán ke zkouškám do střediska Felixtowe. Všechny tři předsériové letouny poháněly motory Pegasus III M3 s třílistými nestavitelnými vrtulemi Fairey-Reed.
Sériové stroje Fairey Swordfish Mk.I začaly opouštět výrobní linky v Hayes začátkem roku 1936.
Začátkem roku 1940 narušilo plynulost výroby tohoto typu u společnosti Fairey zavedení sériové výroby strojů Fairey Albacore a pokračující výroba letounů Fairey Fulmar. Proto bylo britskou admiralitou navrženo převést výrobu Swordfishů k firmě Blackburn Aircraft Ltd. do nového závodu v Sherburn-in-Elmet ve West Yorkshiru. Se stavbou se započalo ihned a již v listopadu 1940 vyšly z nové výrobní linky první Mk.I neoficiálně nazývané Blackfish. Celková produkce typu Mk.I dosáhla 992 kusů.
Na výrobních linkách firmy Blackburn se v roce 1943 objevila nová varianta Fairey Swordfish Mk.II s kovovým potahem spodní plochy dolního křídla, vhodného pro zavěšení až osmi neřízených raket. Celkem bylo vyrobeno 1080 strojů varianty Mk.II.
Z roku 1943 pochází také verze Fairey Swordfish Mk.III, vyrobená v počtu 320 kusů s vestavěným protilodním radarem ASV Mk.X, umístěným ve výstupku mezi hlavními nohami podvozku. Některé stroje Mk.II a všechny Mk.III měly motor Bristol Pegasus 30 o výkonu zvýšeném na 551 kW.
V malém počtu byly vyrobeny letouny Swordfish Mk.IV se zakrytou kabinou, upraveným karburátorem a vrtulí, odledováním čelního štítku kabiny a vybavením pro elektricky vyhřívané kombinézy určené pro Kanadu. Všechny modifikované stroje byly Mk.II bez vybavení pro vypouštění raket a bez předního kulometu.
Posledním vyrobeným Swordfishem byl Mk.III se sériovým číslem NS204, který továrnu Blackburn v Sherburnu opustil 18. srpna 1944. Všechny Swordfishe byly ze služby prvosledových útvarů vyřazeny rozpuštěním operační letky č. 836 21. května 1945. V létě 1946 bylo rozpuštěno i několik zbývajících cvičných letek.

## Nasazení

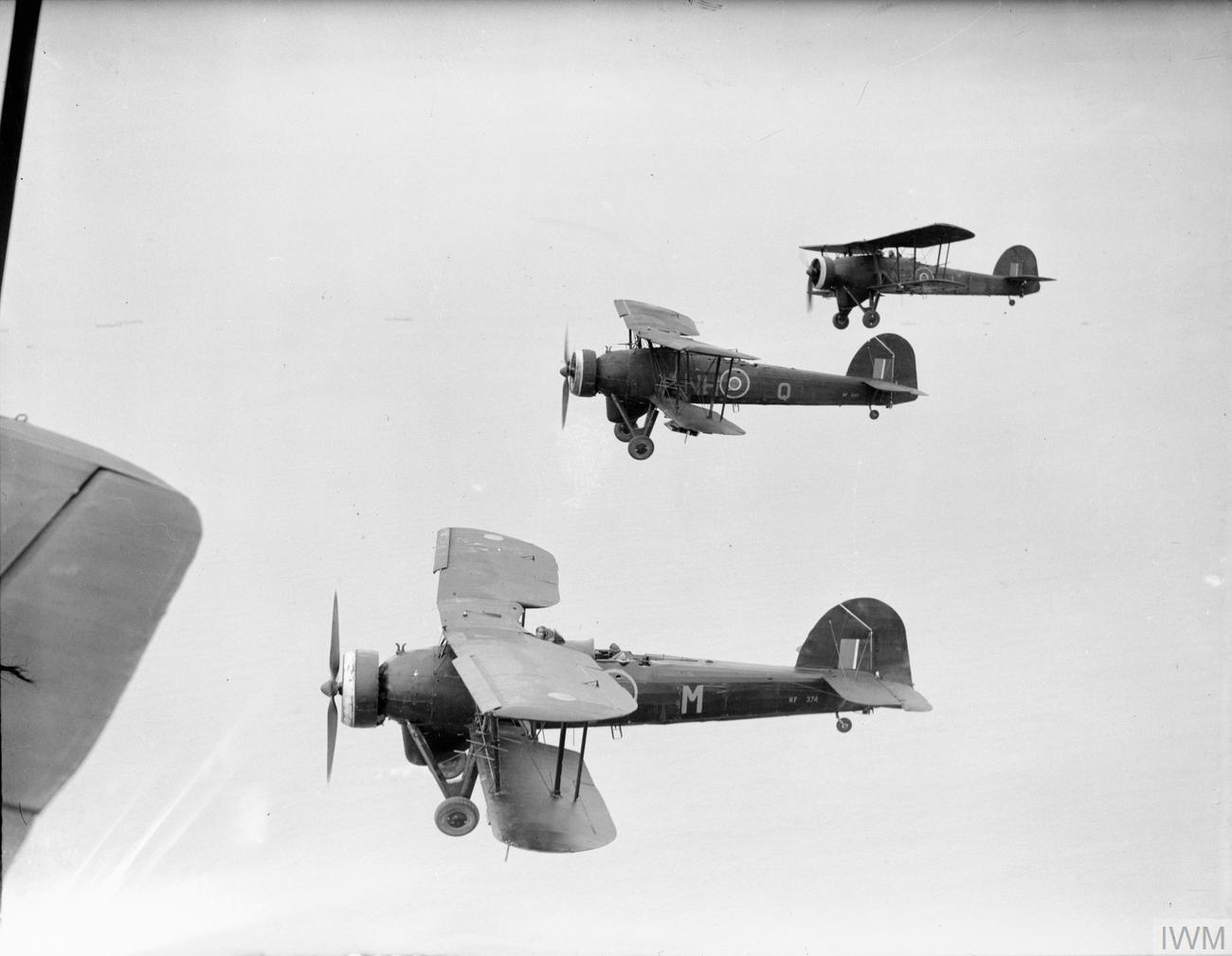
Formace tří strojů Swordfish III nad Severním mořem

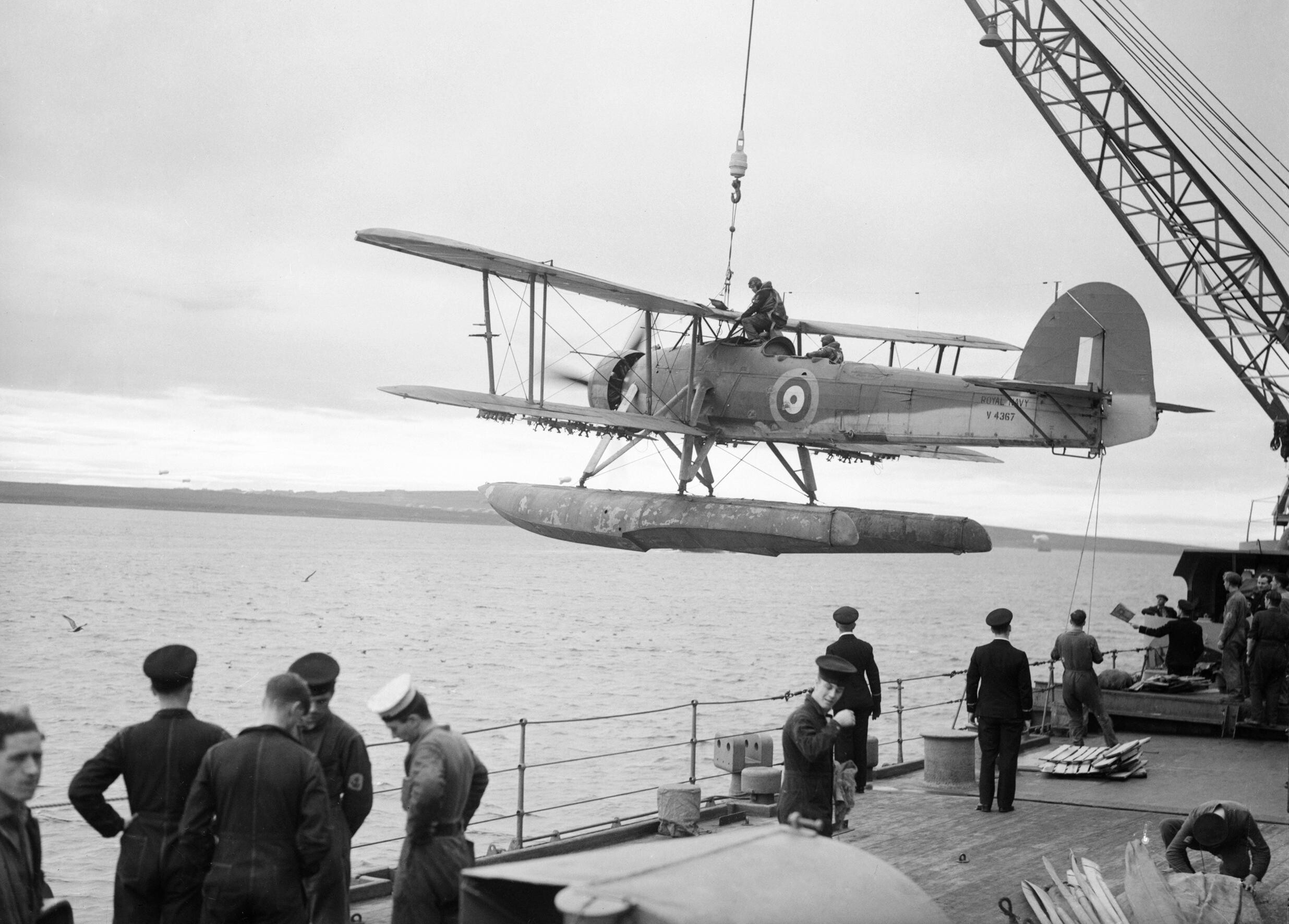
Návrat letounu Fairey Swordfish po průzkumném letu na HMS Malaya, říjen 1941

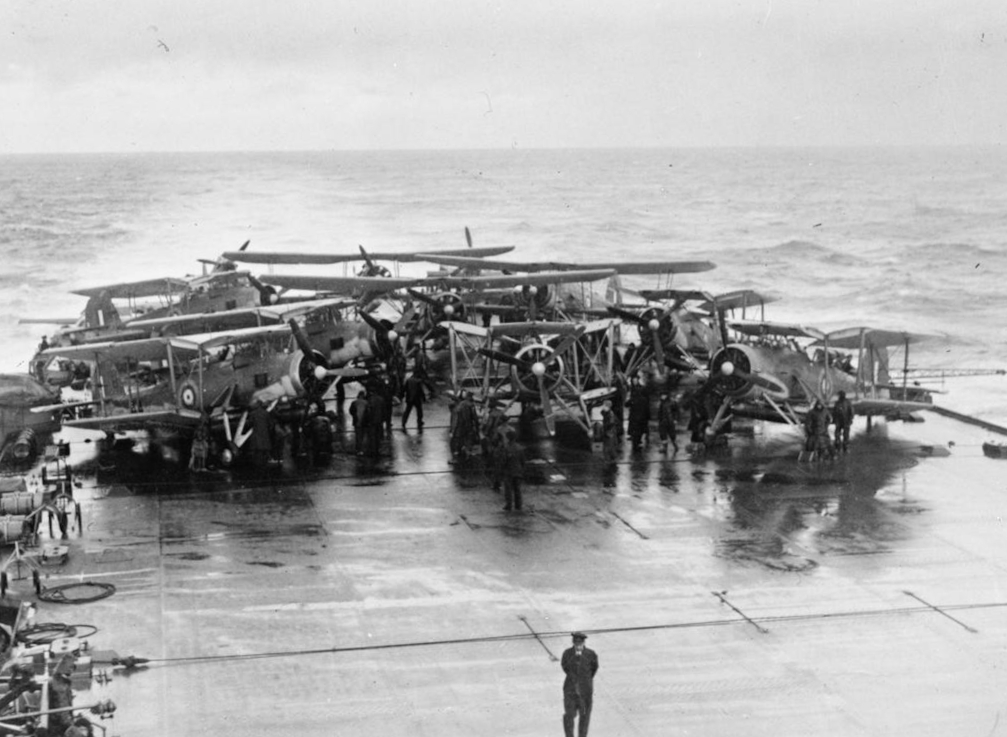
Swordfish na palubě lodi HMS Victorious, 24. května 1941. Následující den devět letounů Swordfish z lodi Victorious napadlo bitevní loď Bismarck

První Fairey Swordfish Mk.I zařadila do své výzbroje 825. letka Fleet Air Arm, kde nahradila dosavadní stroje Fairey Seal se základnou na letadlové lodi HMS Glorious. Do konce roku 1936 Swordfishe nahradily letouny Blackburn Baffin u 811. a 812. letky a Sealy u letky č. 823. Do roku 1938 ve výzbroji nahradily Blackburn Shark u 810. 820. 821. letky. Ještě v roce 1938 Swordfishe přešly do výzbroje 822. a 824. letky náhradou za Sealy. V listopadu téhož roku byla „Mečouny“ vybavena první zcela nová 814. letka operující zprvu z letadlové lodi HMS Ark Royal a poté z HMS Hermes.
Po vypuknutí 2. světové války v září roku 1939 byly založeny nové letky vybavené Swordfishi č. 816. a 818. V říjnu byla ustanovena 815. letka se základnou na letadlové lodi HMS Illustrious a v lednu 1940 vznikla 819. letka. Ochraňovaly britské válečné i obchodní loďstvo a doprovázely konvoje.
Na nepřítele poprvé zaútočily stroje 816. a 818. letky z letadlové lodi HMS Furious 11. dubna 1940 a zasáhly u Trondheimu německý torpédoborec. 13. dubna vyslala svůj plovákový Swordfish bitevní loď HMS Warspite na průzkum cesty do Ofotského fjordu u Narviku. Tříčlenná posádka pod velením podporučíka Rice naváděla dělostřeleckou palbu Warspite a poté zpozorovala ponorku U 64 zakotvenou v Bjerkvickém fjordu, kterou minimálně jednou pumou poslali ke dnu. Celkem 26 Swordfishů a 10 strojů Blackburn Skua z letadlových lodí Furious a Glorious podporovalo od 23. dubna do 4. června 1940 britskou a francouzskou invazi v Trondheimu a Narviku.
V dubnu 1940 stroje 812. letky operovaly ze souše pod velením Coastal Command. Nejvíce se osvědčily při kladení min v přístavech kanálu La Manche, v květnu tyto přístavy za denního světla již i bombardovaly.
Když v červnu 1940 vyhlásila Itálie Británii a Francii válku, devět Swordfishů Mk.I z cvičné letky č. 767 se sídlem na jihofrancouzské námořní letecké základně v Hyères se stalo prvními letadly, jež bombardovala Itálii. Letka o síle 24 Swordfishů pak 18. června opustila Hyères a odletěla do alžírského Bône. Část letky určená k výcviku se potom přes Casablanku a Gibraltar vrátila do Británie a operační zbytek odletěl na Maltu. Zde byl 22. června 1940 přeznačen na 830. letku a již za osm dní po vzletu z letiště Hal Far v noci zaútočil na ropné nádrže v sicilské Augustě. Po porážce Francie útočily Swordfishe Mk.I v červenci 1940 na francouzské loďstvo v Mers-el-Kébiru. 3. července dvakrát neúspěšně zaútočily na francouzský bitevní křižník Strasbourg, který prchal z přístavu Mers-el-Kébir do Toulonu v jižní Francii. Swordfishe z letadlové lodi Ark Royal, plující nedaleko Gibraltaru, se pokusily bombardovat Strasbourg na hranici svého doletu. Žádné z vypuštěných torpéd však křižník ani pět doprovodných torpédoborců nezasáhlo. 4. července tři vlny po třech letadlech Swordfish z 810. a 820. letky z Ark Royal bombardovaly bitevní křižník Dunkerque. Jedna puma zničila muniční člun kotvící vedle Dunkerque, jehož výbuch křižník vyřadil z bojových akcí. 7. července 1940 šest Swordfishů z letadlové lodi Hermes plující u pobřeží západní Afriky torpédovalo bitevní loď Richelieu zakotvenou v Dakaru a těžce ji poškodilo.
Začátkem července 1940 se také britská středozemní flota, operující z egyptské Alexandrie při ochraně konvojů z Malty, utkala s italským válečným loďstvem. 9. července vzlétlo z HMS Eagle devět Swordfishů, které však italskou flotu nenašlo, pouze svými torpédy neúspěšně napadlo osamocený křižník. Druhá útočná vlna pak opět bez úspěchu napadla křižníky Trento a Bolzano. Následující den devět Swordfishů z letadlové lodi Eagle potopilo za soumraku v přístavu Augusta na Sicílii italský torpédoborec Leone Pancaldo. Pozemní Swordfishe Mk.I operující z Egypta v červenci 1940 potopily torpédoborec Zaffiro s motorovou lodí Manzoni a torpédoborec Euro s parníkem Liquria poškodily. Zatímco letadlová loď Eagle byla v opravě v Alexandrii, tři její Swordfishe byly převeleny k velitelství pouštního letectva. Dne 22. srpna 1940 byly pod velením kapitána O. Patche vyslány k torpédovému útoku na italskou ponorku kotvící spolu se zásobovací lodí v Sidi Barrani. Když se přibližovaly k zálivu, spatřil kapitán Patch jinou velkou ponorku, kterou torpédem zasáhl uprostřed a zcela zničil. Ostatní dvě letadla pokračovala k svému původnímu cíli v zálivu, kde osádky napadly v řadě kotvící ponorku, torpédoborec a zásobovací loď. Piloti zasáhli obě krajní plavidla a požár z vybuchující ponorky se přenesl i na torpédoborec. Poté vybuchl muniční sklad na zásobovací lodi a všechna tři plavidla byla zničena.
11. listopadu 1940 se proslavily účastí v náletu na italské loďstvo kotvící v Tarentu (Operation Judgement). Dvanáct strojů Swordfish vybraných z letek č. 815, 819, 813 a 824 odstartovalo k akci z HMS Illustrious pod velením kapitána K. Williamsona. Vedoucí stroj naplno zasáhl torpédem bitevní loď Conte di Cavour. Další dva stroje prvního roje cíle minuly, druhý roj však zaznamenal ze tří možných dva zásahy bitevní lodě Littorio. Pumy ostatních Swordfishů zasáhly hangáry základny vodních letounů na pobřeží. Druhá vlna v počtu devíti strojů z Illustrious zasáhla bitevní loď Caio Duilio a křižník Trento. Fotoprůzkumná letadla druhého dne ráno prokázala, že bitevní lodě Littorio a Conte di Cavour se částečně potopily v mělké vodě, zatímco Caio Duilio byla tak poškozena, že musela najet na mělčinu. Těžce poškozeny byly i křižník Trento a také torpédoborce Libeccio a Pessagno. To vše za cenu dvou ztracených Swordfishů.
Další akcí 815. letky, která tehdy operovala z Kréty, byl 28. března 1941 podíl na vyřazení italského křižníku Pola z bojů během bitvy u mysu Metapan, kterého se účastnily její dva Swordfishe. V květnu 1941 se šest „Mečounů“ 814. letky z HMS Hermes, umístěných na souši v Shaibahu, účastnilo při potlačení irácké proněmecké vzpoury. V květnu 1941 rovněž Swordfishe 815. letky z Kypru napadaly vichistické lodě a pobřežní cíle v Sýrii.
Letouny Swordfish se také podílely na zničení bitevní lodě Bismarck. Dne 24. května 1941 se letadlová loď HMS Victorious dostala do dostatečné vzdálenosti 190 km od Bismarcku a vyslala devět Swordfishů 825. letky pod vedením kapitána E. Esmonda. Torpédové letouny sice za nepříznivých povětrnostních podmínek nalezly nepřátelskou bitevní loď, ale jen jedno britské torpédo ji zasáhlo do boční obšívky trupu, takže způsobilo málo škod, i když Bismarck musel snížit rychlost. Tomu se za zhoršujícího se počasí podařilo setřást své pronásledovatele a mířil k Brestu. Z Gibraltaru byl britské Home Fleet vyslán na pomoc svaz Force H, zahrnující letadlovou loď Ark Royal s 810. a 818. letkou Swordfishů. 26. května Bismarck zahlédla osádka letounu Catalina Pobřežního velitelství RAF a HMS Ark Royal se dostala asi 80 km od Bismarcku. 15 Swordfishů Mk.I pod velením kapitána T. P. Cooda však v těžké vichřici omylem torpédovala vlastní těžký křižník HMS Sheffield, který Bismarck sledoval z bezpečné vzdálenosti. Ten se všem odhozeným torpédům dokázal vyhnout a letouny se vrátily zpět na letadlovou loď. Stroje znovu vzlétly za soumraku a za husté protiletadlové palby zaútočily na Bismarck z několika směrů současně, v rojích po dvou až třech v minimální výšce. Jedno z torpéd zasáhlo kormidla a německá loď mohla plout pouze v kruzích. Bitevní lodě Home Fleet neovladatelný Bismarck nakonec potopily.
V prosinci 1941 ustavilo a Swordfishi vybavilo anglické velení ještě letky č. 833 a 834. První měla základny na doprovodných letadlových lodích HMS Biter, HMS Avenger a letadlové lodi HMS Argus, druhá na doprovodných letadlových lodích HMS Archer, HMS Hunter a HMS Battler.

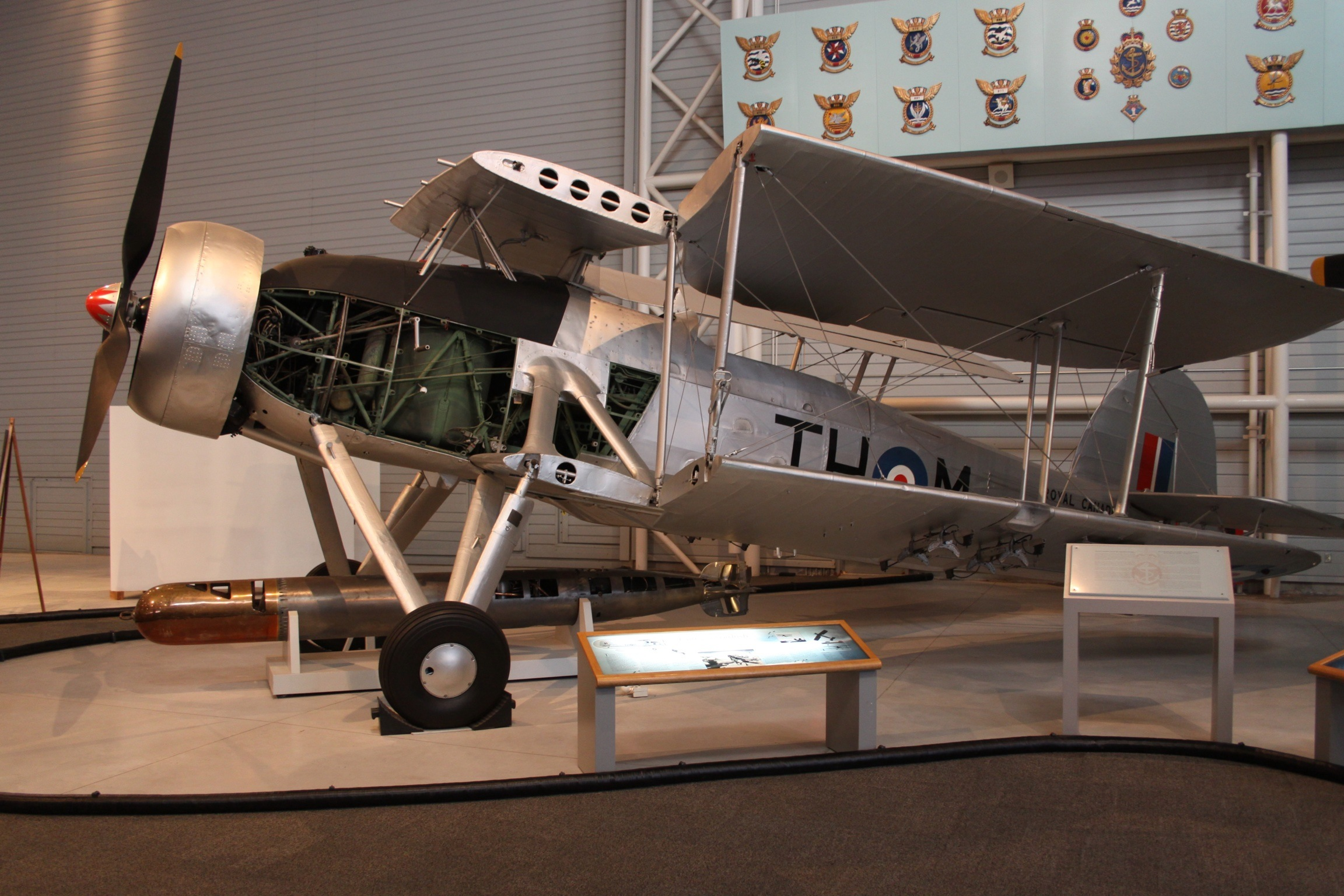
Fairey Swordfish Mk.I

12. února 1942 zaútočily na německé válečné lodě Scharnhorst, Gneisenau a Prinz Eugen pod vedením kapitána Esmonda Fairey Swordfishe Mk.I od 825. letky se základnou na letišti v Manstonu.
První Swordfishe Mk.II byly jednotkám dodány začátkem jara 1943. 23. května 1943 jeden Swordfish Mk.II od 819. letky na palubě letadlové lodi Archer, pilotovaný poručíkem H. Horrockem, 1280 km západně od irského pobřeží přispěl raketami ke zničení německé ponorky U 752.
Posledním vzniklým útvarem Swordfishů se stala 860. letka založená v červnu 1943.
Swordfishe Mk.II a Mk.III letek číslo 835, 836, 837, 838, 840 a 842 dále vzlétaly z palub obchodních letadlových lodí (MAC) proti ponorkám při ochraně konvojů v Atlantiku i na lodních trasách do SSSR, kde v dubnu 1944 hlubinnými náložemi potopily ponorky U 277, U 674 a U 959.

## Specifikace
Údaje platí pro Mk.I v plovákové verzi

### Technické údaje
- Osádka: 3 (pilot, pozorovatel, radista-střelec)
- Rozpětí: 13,87 m
- Šířka se slož. křídlem: 5,26 m
- Délka: 12,30 m
- Výška: 4,45 m
- Nosná plocha: 56,40 m²
- Hmotnost prázdného letounu: 2267 kg
- Max. vzletová hmotnost: 4037 kg
- Pohonná jednotka: 1 × devítiválcový hvězdicový, vzduchem chlazený motor Bristol Pegasus IIIM3
  - Výkon pohonné jednotky: 690 k (507 kW)

### Výkony
- Maximální rychlost v 1400 m: 228 km/h
- Cestovní rychlost: 175 km/h
- Počáteční stoupavost: 4,4 m/s
- Dostup: 4 340 m
- Max. dolet s příd. nádrží: 1 700 km

### Výzbroj
- 1 × pevný synchronizovaný kulomet Vickers ráže 7,7 mm v trupu
- 1 × pohyblivý kulomet Lewis či Vickers K ráže 7,7 mm v zadní kabině
- 1 × torpédo ráže 457 mm o hmotnosti 730 kg, respektive námořní mina o hmotnosti 680 kg pod trupem, příp. až 8 neřízených raket o hmotnost 27 kg typu RP-3